# Comunidad San Francisco
Comunidad San Francisco ist eine Ortschaft im Departamento Santa Cruz im südamerikanischen Anden-Staat Bolivien.

## Lage im Nahraum
Comunidad San Francisco ist eine Ortschaft im Kanton Parapetí Grande im Municipio Charagua in der Provinz Cordillera. Die Ortschaft liegt auf einer Höhe von 609 m zwischen der Voranden-Kette der Serranía Charagua im Westen, die bei dem benachbarten San Antonio de Parapetí auf eine Höhe von 1349 m ansteigt, und dem Feuchtgebiet der Bañados de Izozog im Osten.

## Geographie
Comunidad San Francisco liegt im Bereich des tropischen Klimas im südamerikanischen Gran Chaco, die sechsmonatige Feuchtezeit reicht von November bis April und die Trockenzeit von Mai bis Oktober.
Die Jahresdurchschnittstemperatur beträgt 23 °C (siehe Klimadiagramm Camiri), mit 17 bis 18 °C von Juni bis Juli und über 26 °C von November bis Dezember. Der Jahresniederschlag beträgt knapp 900 mm, feuchteste Monate sind Dezember und Januar mit 175 mm und trockenste Monate Juli und August mit knapp 10 mm.

## Verkehrsnetz
Comunidad San Francisco liegt in einer Entfernung von 295 Straßenkilometern südlich von Santa Cruz, der Hauptstadt des gleichnamigen Departamentos.
Von Santa Cruz führt die asphaltierte Nationalstraße Ruta 9 in südlicher Richtung über Cabezas nach Abapó am Ufer des Río Grande und weiter über Ipitá und Villamontes nach Yacuiba an der bolivianischen Grenze zu Argentinien. Fünf Kilometer südlich von Abapó zweigt in östlicher Richtung die Ruta 36 ab, die auf den ersten 39 Kilometern bis San Isidro del Espino asphaltiert ist und dann auf weiteren 114 Kilometern unbefestigter Straße über Igmiri, Saipurú und Tapyta nach Charagua und weiter über Machipo nach Comunidad San Francisco führt.

## Bevölkerung
Die Einwohnerzahl der Ortschaft lag im Jahr 2001 bei der letzten publizierten Volkszählung bei 183 Einwohnern. Detaildaten der aktuellen Volkszählung von 2012 liegen derzeit noch nicht vor:
| Jahr | Einwohner         | Quelle       |
| ---- | ----------------- | ------------ |
| 1992 | keine Detaildaten | Volkszählung |
| 2001 | 183               | Volkszählung |
| 2012 | 138               | Volkszählung |
| 2024 |                   | Volkszählung |

Die Region weist einen deutlichen Anteil an Guaraní-Bevölkerung auf, im Municipio Charagua sprechen 48,8 Prozent der Bevölkerung Guaraní.